# Holland Casino

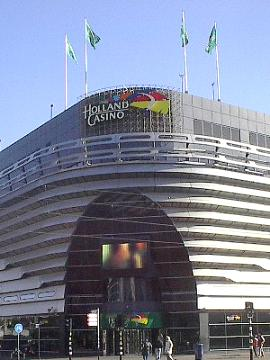
Holland Casino de Scheveningen.

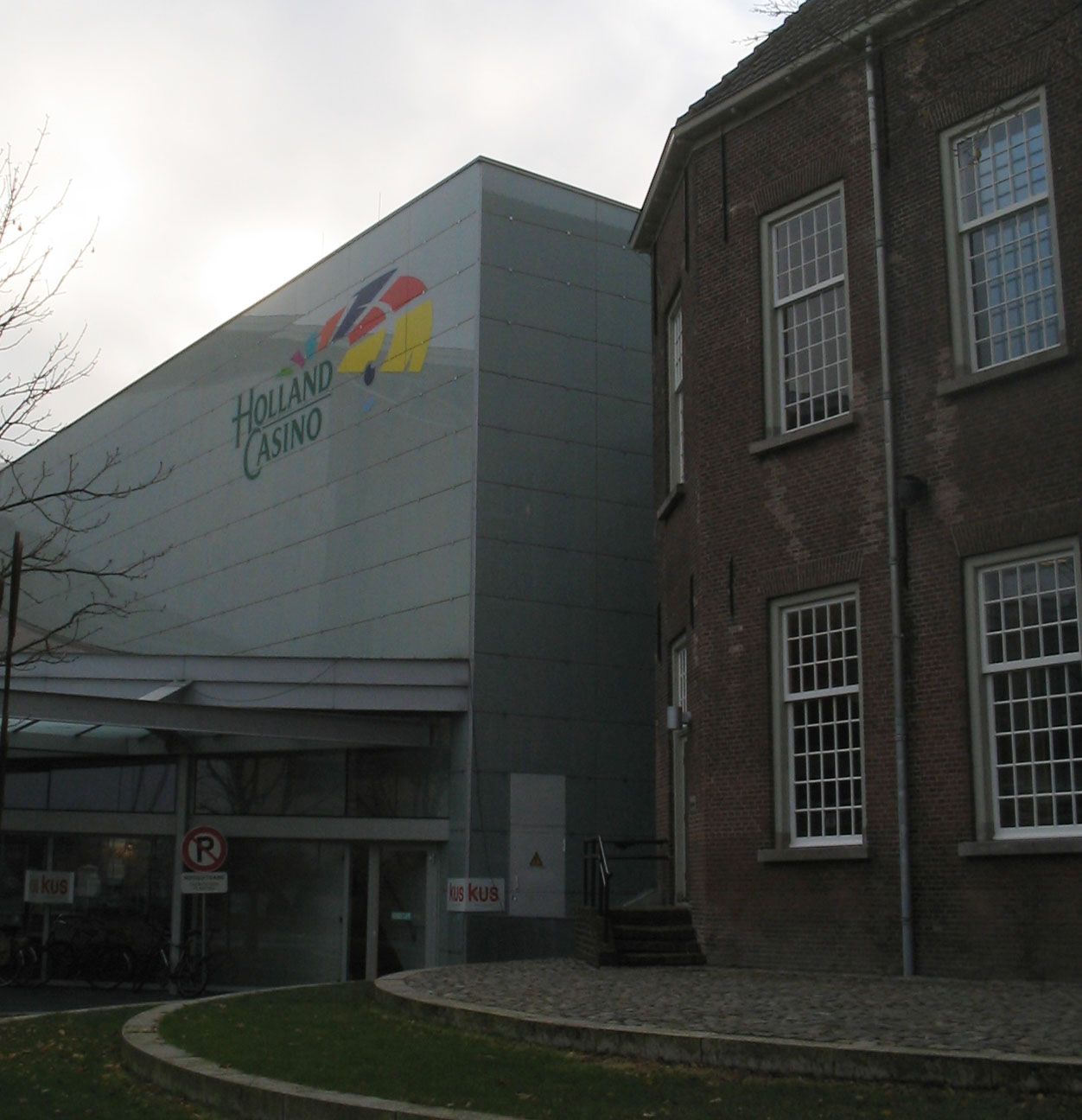
Holland Casino de Breda.

Holland Casino (nom oficial: Nationale Stichting tot Exploitatie van Casinospelen in Nederland, «Fundació Nacional per a l'Explotació dels Jocs de Casino als Països Baixos») és una cadena de dotze casinos dels Països Baixos, l'única legal en aquell estat. Els beneficis d'Holland Casino van directament a l'estat neerlandès.
Aquesta cadena compta amb casinos a Amsterdam (el més gros de tots, avui en dia), Breda, Eindhoven, Enschede, Groningen, Nimega, Rotterdam, Scheveningen (barri de la Haia), Schiphol (aeroport d'Amsterdam), Utrecht, Valkenburg, Venlo i Zandvoort (fou el primer de tots, inaugurant-se l'1 d'octubre de 1976)
Els jocs que es juguen a les instal·lacions de Holland Casino són la Ruleta francesa, Ruleta americana, Blackjack, Carribean Stud Poker, Bingo, Poker, Sic Bo, Bacarà, Money wheel i màquines escurabutxaques.